# Blaise Cendrars
Blaise Cendrars (pseudonym för Frédéric Louis Sauser-Hall), född 1 september 1887 i La Chaux de Fonds, Schweiz, död 21 januari 1961 i Paris, Frankrike var en schweiziskfödd franskspråkig författare och poet. Han blev fransk medborgare 1916. Han tog sitt namn från de franska orden för träkol (braise) och aska (cendre).

## Biografi
Cendrars lämnade sin familj vid femton års ålder och reste med transsibiriska järnvägen genom Ryssland. Sedan luffade han runt i Brasilien och Kina. 1912 debuterade han med dikten Pâques à New York. Under första världskriget var han medlem av Främlingslegionen och miste sin högra arm i strid.
Mytbildningen kring Cendrars var, och är, omfattande. En av de mer fascinerande legenderna handlar om hans "riktiga" debut, Legenden om Novgorod från 1907, ett verk som inte setts till förrän 1995 då en bulgarisk poet vid namn Kirill Kadiiski fann ett söndrigt häfte på ett antikvariat i Sofia. Cendrars hade sedan 1913 nämnt verket i varje verksammanställning som "’Legenden om Novgorod, om det grå Guldet och Tystnaden’, Översatt till ryska av R R från manuskriptet; tryckt i vitt på svart papper; 14 numrerade och signerade exemplar: Moskva, Sozonov, 1909.", och med fyndet var sensationen ett faktum. Autenticiteten är emellertid omstridd, vilket den svenske poet som översatt verket till svenska (publicerad i tidskriften Aorta nr. 13 2006), Gunnar Harding, utvecklat i några artiklar i Svenska Dagbladet 2007. Även Bengt Jangfeldt har kommenterat problemet.

### Dikter
- Les Pâques à New York (1912)
  - Påsk i New York, tolkning Gunnar Harding. Ingår i: Är vi långt från Montmartre? (FIB:s Lyrikklubb, 1995)
- La Prose du transsibérien et de la petite Jehanne de France (1913)
  - Transsibiriska järnvägen och lilla Jehanne av Frankrike, tolkning Gunnar Harding. Ingår i: Är vi långt från Montmartre? (FIB:s Lyrikklubb, 1995)
- Complete Poems, i engelsk tolkning av Ron Padgett och med en introduktion av Jay Bochner (University of California Press, 1992)

### Romaner
- Bourlinguer (1948)

### Utgivet på svenska
- Guld 1930
- Dikter och prosa 1969
- Små svarta sagor för de vitas barn 1985
- (Legenden om Novgorod i Aorta nr. 13 2006 - omstridd, se artikeln ovan)